# Beuerfeld
Beuerfeld ist ein Gemeindeteil von Meeder im oberfränkischen Landkreis Coburg.

## Geographie
Das Kirchdorf ist eine Haufenanlage mit Gewannflur am Fuß der Langen Berge. Es liegt etwa sechs Kilometer nördlich von Coburg an einer alten Querstraße, der heutigen Kreisstraße CO 17, die Meeder mit Unterlauter verbindet.

## Geschichte
Im Jahr 1230 erfolgte erstmals die urkundliche Erwähnung Beuerfelds als „Burgfelt“, als es bischöflich-würzburgisches Lehen wurde.
Das Kloster Mönchröden besaß in Beuerfeld ein Gut. Anfang des 14. Jahrhunderts lag der Ort im Herrschaftsbereich der Henneberger. 1353 kam er mit dem Coburger Land im Erbgang zu den Wettinern und war somit ab 1485 Teil des Kurfürstentums Sachsen, aus dem später das Herzogtum Sachsen-Coburg hervorging.
Im Jahr 1445 lebten 23 und im Jahr 1599 26 wehrfähige Männer in dem Ort.
Im Jahr 1857 hatte Beuerfeld 176 Einwohner, die in 29 Häusern lebten. 1855 entstand ein Gemeindebackhaus und 1863 wurde ein neues Schulhaus eröffnet. Zum Schulbezirk gehörten neben Beuerfeld die Orte Moggenbrunn und Sulzdorf. Ab 1968 gehörte die Gemeinde zum Schulverband Meeder und die Schule wurde geschlossen.
In einer Volksbefragung am 30. November 1919 stimmten 23 Beuerfelder Bürger für den Beitritt des Freistaates Coburg zum thüringischen Staat und 44 dagegen. Am 1. Juli 1920 wurde der Freistaat Coburg mit dem Freistaat Bayern vereinigt. 1925 hatte die Landgemeinde 145 Einwohner, die alle evangelisch waren, und 27 Wohngebäude.
Am 1. Oktober 1971 wurde Beuerfeld ein Gemeindeteil von Meeder. 1987 hatte das Dorf 154 Einwohner und 39 Wohnhäuser.
Das typische Bauerndorf hat sich zu einem stadtnahen Wohnort entwickelt.

## Einwohnerentwicklung
| Jahr | Einwohnerzahl |
| ---- | ------------- |
| 1857 | 176           |
| 1910 | 155           |
| 1933 | 135           |
| 1939 | 138           |
| 1970 | 180           |
| 2016 | 160           |

## Kirche
Die evangelisch-lutherische Filialkirche wurde 1824 in der heutigen Gestalt im Rahmen eines Umbaus errichtet. Im Kern stammt sie aus dem 17. Jahrhundert. Der Taufstein ist mit der Jahreszahl „1625“ bezeichnet. Der kleine Saalbau hat einen verschieferten Dachreiter als Glockenturm und bietet etwa 90 Gottesdienstbesuchern Platz.